# 邵店镇 (新沂市)
邵店镇，是中华人民共和国江苏省徐州市新沂市下辖的一个乡镇级行政单位。

## 行政区划
邵店镇下辖以下地区：
陈堰村、叶海村、菜园村、邵店村、邵西村、沂北村、西鲍村、友谊村、朱圩村、悦集村、联合村、东鲍村、刘冲村和沭河果园村。